# Christiane Hammacher
Christiane Hammacher (Mannheim, 1º maggio 1939) è un'attrice tedesca.

## Filmografia
- Tango (1967)
- Ostende (1967)
- Abiturienten (1970)
- Lieber reich - aber glücklich (1973)
- Inspektion Lauenstadt (un episodio, 1976)
- Dona Rosita oder Die Sprache der Blumen (1978)
- Der Heiratsantrag (1983)
- Der Bär (1983)
- Polizeiinspektion 1 (un episodio, 1985)
- Spätes Erröten (1986)
- Das Andere Leben (1987)
- Büro, Büro (sette episodi, 1989-1991)
- Rosamunde Pilcher (un episodio, 1996)
- Der Mordsfilm (1997)
- Maître Da Costa (1997)
- L'ispettore Derrick (undici episodi, 1980-1998)
- Höllische Nachbarn - Chaos im Hotel (2000)
- Wichtig is' auf'm Platz (corto, 2002)
- Tatort (quattro episodi, 1978-2004)
- Il commissario Kress (nove episodi, 1986-2007)
- Siska (due episodi, 2007-2008)